# Milojko Spajić
Milojko "Mickey" Spajić (serbisk kyrillisk: Милојко Спајић; født 24. september 1987) er en montenegrinsk politiker og finansingeniør, der siden oktober 2023 har været Montengeros premierminister. Han var finans- og socialminister i premierminister Zdravkos regering fra 4. december 2020 til 28. april 2022. Han er formand for det midtsøgende parti Europa Nu.

## Opvækst og uddannelse
Spajić blev født 24. september 1987 i Pljevlja i Montenegro, dengang i Jugoslavien. Han er i familie med biskop Metodije Ostojić. Spajić gik på gymnasiet i Pljevlja og fortsatte sin uddannelse på Saitama Universitet og Osaka Universitet i Japan, hvor han studerede økometri på japansk på et stipendium fra Japans regering. Som en led i et udvekslingsprogram studerede han også på Tsinghua Universitet i Beijing, Kina. Han fik sin kandidatgrad, også som stipendiat, i Frankrig på handelshøjskolen HEC Paris.
Udover sit modersmål serbisk taler han også engelsk, japansk, kinesisk, russisk og fransk.

## Finansiel karriere
Efter endt uddannelse arbejdede Spajić i USA på Wall Street, i Paris og i Tokyo. Inden han gik ind i politik arbejdede Spajić også som kreditanalytiker for Goldman Sachs. Han har også været partner i en venturekapitalfond i Singapore, Das Capital SG.

## Politisk karriere

### Parlamentsvalget 2020
Spajić startede sin politiske karriere udenfor partierne. Han var ved parlamentsvalget i 2020 medlem af Zdravko Krivokapićs ekspertteam. Spajic har sagt, at der var flere grunde til, at han vendte tilbage til Montenegro, men at den vigtigste var vedtagelsen af den omstridte lov om religionsfrihed, og at loven viser, hvor mange problemer der har hobet sig op i det montenegrinske system. Han tilføjede, at indtil situationen forbedres, vil han ikke flytte fra Montenegro, og at ingen investor vil tro på en stat, hvor en institution som den serbiske ortodokse kirke, der har eksisteret i otte århundreder og har fleste montenegrinske borgeres tillid, får sin ejendom beslaglagt af regeringen. Under den religiøse krise deltog han i lobbyvirksomhed i USA for den serbisk-ortodokse kirke og de montenegrinske serberes interesser.

### Finans- og socialminister
Spajic blev taget i ed som finans- og socialminister i premierminister Zdravko Krivokapićs regering 4. december 2020. I sin embedsperiode præsenterede og implementerede Spajić og økonomiminister Jakov Milatović det kontroversielle økonomiske reformprogram "Europa nu". Efter en parlamentarisk krise meddelte premierminister Krivokapić, at han havde foreslået Montenegros parlament at fjerne vicepremierminister Dritan Abazović, og at Spajić erstattede ham som vicepremierminister. Spajić hævdede, at han gav hele sin ministerløn væk.

### Europa Nu
I 2022 stiftede Spajić og Milatović det politiske parti Europa Nu (PES) med Spajić som formand og Milatović som næstformand. PES deltog i lokalvalgene i 2022.
Spajić forsøgte at stille op til præsidentvalget i 2023, men hans kandidatur blev afvist af den statslige valgkommission, da det blev opdaget, at han har dobbelt statsborgerskab i Serbien og Montenegro. Efter opdagelsen sagde Spajić, at han blev statsborger i Serbien i 2009, og at processen med at give afkald på det serbiske statsborgerskab stadig var i gang. Han udtalte senere, at han fik serbisk statsborgerskab for at kunne rejse til Japan uden visum. I stedet for Spajić stillede Milatović op som PES's præsidentkandidat og endte med at besejre den siddende præsident Milo Đukanović i anden valgrunde med 58,88 % af stemmerne.
Efter præsidentvalget sagde Spajić, at han var klar til at tage ansvar og være PES's spidskandidat ved  parlamentsvalget i 2023. 26. april blev det bekræftet, at Spajić ville stå først på PES' opstillingsliste. Under valgkampen beskyldte premierminister Dritan Abazović og indenrigsminister Filip Adžić Spajić for at have forbindelser til den sydkoreanske kryptovalutaudvikler Do Kwon, som blev arresteret i Montenegro i marts 2023. Ifølge Abazović sendte Do Kwon et brev fra fængslet til Abazović, Adžić, justitsminister Marko Kovač og hovedanklager Vladimir Novović, der informerede dem om hans forbindelser til Spajić. PES afviste anklagerne mod Spajić og udtalte, at Do Kwon underskrev brevet efter ordre fra Abazović. PES fik omkring 25 % af stemmerne ved parlamentsvalget og blev det største parti i Montenegros parlament. Efter valget nægtede Do Kwon, at han nogensinde havde støttet Spajić økonomisk.
10. august 2023 gav præsident Jakov Milatović Spajić mandat til at danne en ny regering. 30. august 2023 var der protester i hele Montenegro mod Spajić og hans planer om at inkludere de etniske mindretalspartier i den nye regering, fordi de tidligere havde været i koalition med Montenegros Demokratiske Socialistiske Parti (DPS), og om ikke at medtage den pro-serbiske koalition For Montenegros fremtid i den nye regering.

## Politiske holdninger
Spajić støtter Montenegros optagelse i EU, men mener også, at vestlige politikere "ikke er interesserede i Montenegro". Han har udtalt, at medlemskab af NATO var et "godt træk for Montenegro", men at han vil være imod at udstationere montenegrinske soldater i de baltiske lande. Spajić har fordømt den russiske invasion af Ukraine, som han betragter som en aggression, og udtrykt for sin støtte til sanktioner mod Rusland, selvom han mener, at sanktionerne kun vil "styrke Moskva på sin vej". Spajić er imod forslaget om at tilbagekalde Montenegros anerkendelse af Kosovos uafhængighed og har udtalt, at han mener, at det er "et af de emner, der ligger bag os". Han går ind for tættere forbindelser mellem Montenegro og Serbien.

## Privatliv
Spajić har en datter med en tidligere partner. Han er medlem af den serbisk-ortodokse kirke.